# 富山スガキ
富山スガキ株式会社（とやまスガキ）は、富山県富山市に本社を置く、パッケージ関連の印刷をおもな事業とした日本の企業である。
企画、デザインから製函（サック）まで行う一貫生産システムが特徴である。また、印刷会社では初めてエアシャワーを導入した事でも有名である（印刷物の品質維持のため）。
印刷機器は、オフセット印刷機14台、フォーム輪転印刷機3台などを導入している。

## おもな事業
パッケージ関連
富山スガキの主軸となる印刷事業で、おもに医薬品関連のパッケージが中心であり、富山県で有名な配置薬のパッケージの印刷も手掛けている。池田模範堂（ムヒ）などの県内企業だけでなく、第一三共ヘルスケア、エーザイなどの有名な医薬品会社のパッケージも手掛けている。
商業印刷物
ビジュアル　アイデンティティー
マルチメディア

## 事業所
- 本社
- 東京営業部（1977年4月に設置）
- 大阪営業部（1983年4月に設置）
- 名古屋営業所（1993年4月に設置）

## 沿革
- 1877年 スガキ紙店として創業。
- 1926年5月 活版印刷を導入。
- 1945年1月 スガキ印刷工業として設立。富山市古鍛冶町59に移転。
- 1969年10月 現社名となる。
- 1974年7月 現在地に工場を建設。その後何度も増改築し、2003年1月に現在の規模となる。
- 2001年12月 ISO9001（2000年版）を所得。

## その他
- 本社の前庭は、ヤマトヤ聖園という。この庭には、物放社員供養の塔や三界万霊供養の塔などがある。

## 関連企業
- 東京スガキ印刷